# Wang Ximeng
Wang Ximeng, scritto anche Wang Hi-Meng o Wang Hsi-Mêng (1096 – 1119) è stato un pittore cinese, attivo durante l'epoca della dinastia dei Song Settentrionali (960 - 1127)..

## Biografia
Attivo solamente durante il suo ultimo anno di vita nell'era Xuanhe (1119-1126), Wang Ximeng non viene menzionato nelle biografie degli artisti dell'epoca, ma è riconosciuto come autore di un rotolo di pergamena dipinto in uno stile arcaico dai toni blu profondi, firmato e conservato al Museo del Palazzo di Pechino. Il rotolo, intitolato "Mille li di fiumi e montagne", è stato realizzato dall'autore all'età di 18 anni. Dopo questa data, Wang è morto prematuramente.

## Stile di colorazione innovativo
Durante la dinastia Song, l'imperatore Huizong è stato egli stesso sviluppatore di una caratteristica pittura di paesaggio. Mastro della materia, una delle sue opere più significative è Rientro in barca su un fiume innevato. Wang Ximeng, essendo un protetto dell'imperatore, si è ispirato al suo stile per produrre la sua unica opera conosciuta, Mille li di fiumi e montagne. La pittura, rappresentante un vasto paesaggio blu e verde, è stata realizzata per l'imperatore stesso all'arrivo a corte del giovane artista, morto prematuramente solo qualche anno dopo.
L'imperatore Huizong, riconoscendo il potenziale artistico del giovane pittore, si propone di istruirlo personalmente nell'arte della pittura. Si ipotizza quindi che il rotolo di pergamena sia stato una sorta di test o esame per l'imperatore. Un colophon redatto dal primo ministro Cai Jing presenta questa unica informazione conosciuta su Wang Ximeng.

## Tradizione del blu e verde
Adottata dalla famiglia imperiale Song come emblema del loro regno, la tradizione di colori blu e verdi di cui fa parte anche "Mille li di fiumi e montagne" verrà poi utilizzata largamente durante tutto il periodo della dinastia. Zhao Mengfu, ultimo membro significativo della famiglia imperiale Song, influenzerà l'utilizzo di questa tecnica anche durante il regno della dinastia successiva, i mongoli Yuan.
Come risposta alle esigenze dell'imperatore Huizong, nel suo rotolo Wang Ximeng combina le fondamenta classiche della tecnica blu e verde, un tratto realista e un'atmosfera dorata, quasi brillante, definita come "poesia visiva". Questo stile di colori brillanti ha una lunga storia, risalente alla corte della dinastia Tang e alla famiglia di funzionari mandarini Li, che l'hanno inventato.

## Musei
- Museo del Palazzo Imperiale, Pechino:
  - Mille li di fiumi e montagne, sezione di rotolo di pergamena, inchiostro su tela, datata 1.113. 51,5 x 1.191,5 cm[5].